# Washington (Géorgie)
Pour les articles homonymes, voir Washington.
Washington (initialement appelée Heard Fort) est une ville américaine située dans l'État de Géorgie. C'est le siège de comté de Wilkes.

## Histoire
La bataille de Kettle Creek, l'une des plus importantes de la guerre d'indépendance américaine à se dérouler en Géorgie, a eu lieu le 14 février 1779 dans le comté de Wilkes, à environ 13 km de l'actuelle ville de Washington. La bataille a abouti à une victoire des Patriotes américains qui ont fait 75 prisonniers et tué environ 70 Loyalistes, en perdant 32 hommes.
Bien qu'aucune bataille majeure de la guerre civile n'ait eu lieu dans ou à proximité de Washington, la ville a la particularité d'être le lieu où Jefferson Davis a tenu la dernière réunion avec le cabinet des confédérés. Le 3 avril 1865 les troupes de l'Union commandées par Ulysses S. Grant sont sur le point de capturer Richmond. Jefferson Davis quitte Danville et poursuit sa route vers le sud. Il réunit son cabinet pour la dernière fois le 5 mai 1865 à Washington

## Démographie
| 1810 | 1820 | 1850 | 1870  | 1880  | 1890  |
| ---- | ---- | ---- | ----- | ----- | ----- |
| 596  | 695  | 462  | 1 506 | 2 199 | 2 631 |

| 1900  | 1910  | 1920  | 1930  | 1940  | 1950  |
| ----- | ----- | ----- | ----- | ----- | ----- |
| 3 300 | 3 065 | 4 208 | 3 158 | 3 537 | 3 802 |

| 1960  | 1970  | 1980  | 1990  | 2000  | 2010  |
| ----- | ----- | ----- | ----- | ----- | ----- |
| 4 440 | 4 094 | 4 662 | 4 279 | 4 295 | 4 134 |

## Personnalités liées
- Eliza Frances Andrews

## Source
- (en) Cet article est partiellement ou en totalité issu de l’article de Wikipédia en anglais intitulé « Washington, Georgia » (voir la liste des auteurs).